# Oratorio per la Settimana Santa
L'Oratorio per la Settimana Santa est un oratorio en langue italienne composé au milieu du XVIIe siècle et attribué au compositeur italien de musique baroque Luigi Rossi (v.1598-1653).

## Historique
L'Oratorio per la Settimana Santa fait partie des premières compositions dont la source manuscrite porte le nom d'oratorio, à Rome au milieu du XVIIe siècle.
Il s'agit également d'un des premiers oratorios composés en langue italienne, dits oratorio volgare,, et il est considéré comme étant probablement le plus ancien oratorio consacré au thème de la Passion.
Son manuscrit, conservé dans la collection Barberini de la Bibliothèque du Vatican (Bibliotheca Apostolica Vaticana) sous la référence Barb. lat. 4198-99,, est anonyme,.
Le librettiste est connu : il s'agit de Giulio Cesare Raggioli (v. 1601-1678), un Toscan qui évoluait à Rome dans les années 1640 et 1650 dans l'entourage du cardinal Pier Maria Borghese puis à la cour des Barberini, dans l'entourage du neveu du pape Urbain VIII, le cardinal Francesco Barberini,. Il occupa le poste de maestro da camera chez Maffeo Barberini (1631 - 1685), prince de Palestrina et fils de Taddeo Barberini, le frère de Francesco.
Le doute plane par contre sur l'identité du compositeur. En 1954, le musicologue italien Alberto Ghislanzoni a attribué cet oratorio à Luigi Rossi, un compositeur originaire du sud de l'Italie qui fut, de 1621 à 1641, au service de la famille Borghese puis, de 1641 à 1645, au service du cardinal Antonio Barberini, neveu du pape Urbain VIII comme Francesco Barberini et généreux mécène. On considère que la principale activité de Luigi Rossi dans le domaine de l'oratorio (et donc la composition de l'Oratorio per la Settimana Santa et de l'oratorio Un peccator pentito), a pris place entre 1641 et 1645, durant son service auprès de la famille Barberini, avant leur départ pour la France, où elle demeura en exil jusqu'en 1653 et le double séjour de Luigi Rossi à Paris (1646/47 et 1648/49), où il fut invité par le cardinal Mazarin à travailler en tant que compositeur à la cour de France. 
Mais, en 2000, la spécialiste américaine Margaret Murata (Université de Californie, vice-présidente de l'American Musicological Society de 1994 à 1996) a mis en doute cette attribution et suggéré que la musique pourrait avoir été composée par Marc'Antonio Pasqualini,, castrat et compositeur occasionnel. En 2007, Murata fait cependant le constat qu'aucune preuve clairement documentée n'a encore été trouvée concernant l'identité du (des) compositeur(s) des neuf oratorios de la collection Barberini.

## Synopsis
Le texte de l'oratorio ne comporte pas de narrateur, généralement appelé le Testo : cette caractéristique, qui d'après Arcangelo Spagna apparaît pour la première fois dans les oratorios en 1656, donne un indice précieux sur la datation de l'œuvre.
L'œuvre est structurée en deux parties distinctes : d'abord, la condamnation de Jésus par Ponce Pilate et, ensuite, la lamentation de la Vierge.
La première partie de l'oratorio, qui commence par un bref prélude instrumental, est à son tour divisée en deux grands tableaux. Le premier tableau, très violent décrit la confrontation entre Pilate et la foule (turba) qui demande que Barabbas soit gracié et lui soit rendu (Baraba a noi si dia!) et que Jésus soit condamné, et crucifié (Alla croce, alla croce). Après avoir tenté de résister à la pression de la foule, Pilate cède, s'en lave les mains (le mani io lavo) et livre le criminel à la foule (Baraba a voi dono). Le second tableau, « qui se déroule dans un enfer plus inspiré de la mythologie grecque que de la tradition chrétienne » puisque le texte évoque Pluton et l'Érèbe, montre le Démon se réjouir de la défaite du préfet Pilate et de la condamnation du fils de Marie et appeler le chœur des démons (coro di demoni) à partager sa joie.
La deuxième partie de l'oratorio se déroule dans un cadre similaire. Le Démon invoque le lac Averne et les cinq fleuves des Enfers grecs (le Styx, le Léthé, l'Achéron, le Phlégéthon et le Cocyte) et se réjouit avec les autres habitants du Tartare, quand soudain la Vierge Marie implore la pitié des cieux et des étoiles (Cieli, stelle, pietà!). Face aux railleries des démons commence la longue et très émouvante lamentation de la Vierge : Tormenti non più! (Assez de tourments !). Cette lamentation reflète la tristesse et la frustration de La Vierge lorsqu'elle entend le triomphe joyeux des démons après la mort de Jésus.
L'oratorio se termine par le chœur final Piangete occhi! (Pleurez, mes yeux, pleurez !) mentionné dans le manuscrit comme Madrigale ultimo.
Un aspect intéressant des oratorios qui sont attribués à Luigi Rossi est l'usage du lirone ou lira da gamba : la sonorité de cet instrument était considérée à cette époque comme particulièrement appropriée pour l'accompagnement de textes pathétiques.

## Structure
- Prima Parte :
  - Introduzione
  - Turba : Baraba a noi si dia!
  - Pilato : E di Gesù che fia?
  - Pilato : Di si rigida sentenza
  - Pilato : Troppo i lumi
  - Turba : Si gelata paura il cor l'ingombra
  - Demonio : Respirate, atre caverne
  - Un demonio : Il fatto è di te degno
  - Coro di demoni : O menzogne fortunate
- Seconda Parte :
  - Introduzione
  - Demonio : O del tartareo speco
  - Demonio : Quando mai l'atra magione
  - Vergine : Cieli, stelle, pietà!
  - Vergine : Tormenti non più!
  - Vergine : Asprissimi chiodi
  - Demonio : O follia di cieca fè!
  - Coro di demoni : Cosí d'empio dolor
  - Madrigalo ultimo : Piangete, occhi, piangete

## Discographie
- Oratorio per la Settimana Santa, Les Arts florissants, dirigés par William Christie (enregistré en février 1984 et paru en 1989 sur CD Harmonia Mundi HMC 901297[5] ; réédité en 2016 dans la série "Arts Florissants rééditions 2016" sous la référence HAF 8901297)

Chanteurs :
Agnès Mellon, soprano (la Vierge)
Jill Feldman, Marie-Claude Vallin, sopranos
Dominique Visse, Vincent Darras, hautes-contre
Ian Honeyman, Michel Laplénie, ténors
Philippe Cantor, François Fauché, Antoine Sicot, basses
Instrumentistes :
Erin Headley, Lira da braccio (lyre)
Jay Bernfeld, Jonathan Cable, violone